# Sandy Springs (Georgia)
Sandy Springs ist eine City im Fulton County im Norden von Georgia in den Vereinigten Staaten. Sie ist ein Vorort von Atlanta. Das U.S. Census Bureau ermittelte bei der Volkszählung 2020 eine Einwohnerzahl von 108.080.

## Geografie

### Geografische Lage
Sandy Springs liegt im Fulton County im US-Bundesstaat Georgia. Die Stadt ist ein nördlicher Vorort Atlantas und stellt eine principal city der Metropolregion Atlanta, der bevölkerungsreichsten Metropolregion in Georgia, dar. Im Westen grenzt Sandy Springs an das Cobb County, im Norden an die Stadt Roswell und im Osten an die Stadt Dunwoody im DeKalb County.

### Klima
Sandy Springs besitzt ein Ostseitenklima mit warmgemäßigtem Sommer und kühlem Winter. Niederschläge fallen ganzjährig, wobei die Maximalwerte in den Monaten Januar bis März erreicht werden.
|                        | Jan   | Feb   | Mär   | Apr   | Mai   | Jun  | Jul   | Aug   | Sep  | Okt  | Nov  | Dez   |   |         |
| Mittl. Temperatur (°C) | 4     | 7     | 11    | 14    | 19    | 23   | 25    | 24    | 22   | 16   | 11   | 6     | ⌀ | 15,2    |
| Mittl. Tagesmax. (°C)  | 10    | 13    | 17    | 22    | 26    | 29   | 31    | 30    | 27   | 22   | 17   | 12    | ⌀ | 21,4    |
| Mittl. Tagesmin. (°C)  | −2    | 0     | 3     | 7     | 12    | 17   | 19    | 19    | 16   | 8    | 4    | 0     | ⌀ | 8,6     |
|                        |       |       |       |       |       |      |       |       |      |      |      |       |   |         |
| Niederschlag (mm)      | 135,6 | 121,4 | 140,2 | 102,6 | 117,6 | 93,0 | 105,9 | 109,7 | 98,3 | 90,9 | 94,7 | 106,2 | Σ | 1.316,1 |

| −2 |

| 0 |

| 3 |

| 7 |

| 12 |

| 17 |

| 19 |

| 19 |

| 16 |

| 8 |

| 4 |

| 0 |

| −2 |

| 0 |

| 3 |

| 7 |

| 12 |

| 17 |

| 19 |

| 19 |

| 16 |

| 8 |

| 4 |

| 0 |

## Geschichte

### Gründung und Namensherkunft
Im Jahr 1842 wurde das Austin-Johnson House an der heutigen Johnson Ferry Road errichtet. Es ist das älteste Haus in Sandy Springs. Nachdem im Jahr 1956 mit der Unterzeichnung des Federal Aid Highway Act der Bau des Interstate Highway-Systems begonnen hatte, setzte in der Stadt ein Aufschwung im Wohnungsbau ein. Seit den 1960er und 1970er Jahren verbinden die Schnellstraßen Georgia State Route 400 und Interstate 285 Sandy Springs mit Atlanta.
In den 1970er Jahren begann eine Debatte über die kommunale Selbstverwaltung (incorporation), nachdem Atlanta über ein Staatsgesetz versuchte Sandy Springs einzugemeinden. In einem Referendum über die kommunale Selbstverwaltung sprachen sich am 21. Juni 2005 94 Prozent der wahlberechtigten Einwohner für die Selbstverwaltung der Stadt aus. Am 1. Dezember 2005 trat die Eigenständigkeit der Stadt formal in Kraft.
Der Name der Stadt geht auf sandige Quellen in ihrem Gebiet zurück. Die Quellen sind heute eine geschützte kulturhistorische Stätte.

### Einwohnerentwicklung
Im Jahr 2010 lebten 93.853 Personen in Sandy Springs. Die Einwohnerzahl verzeichnet seit mehreren Jahrzehnten Zuwächse. Bei der Volkszählung des Jahres 2000 lebten im Gebiet der Stadt lediglich 85.781 Personen. Alle Zahlen vor dem Jahr 2005 betreffen die Zeit vor der Gründung der Stadt, beziehen sich aber auf das heutige Stadtgebiet.

## Wirtschaft und Infrastruktur

### Ansässige Unternehmen
Sandy Springs ist Sitz mehrerer Großunternehmen wie United Parcel Service, Newell Rubbermaid und First Data. Die bedeutendsten Geschäftsviertel der Stadt befinden sich entlang der Roswell Road und im Perimeter Center. Letzteres teilt sich Sandy Springs mit der Nachbarstadt Dunwoody. Im Perimeter Center befinden sich zahlreiche Hochhäuser, darunter die beiden Zwillingstürme des Concourse at Landmark Center, die die Silhouette der Stadt bestimmen. Die Zwillingstürme werden aufgrund ihrer Ähnlichkeit mit Schachfiguren im Volksmund als The King and Queen Towers bezeichnet.

### Größte Arbeitgeber
Die größten Arbeitgeber in Sandy Springs waren 2021:
| Arbeitgeber               | Anzahl der Arbeitnehmer |
| ------------------------- | ----------------------- |
| United Parcel Service     | 2.081                   |
| Onetrust LLC              | 2.043                   |
| IBM                       | 1.935                   |
| David Green               | 1.300                   |
| Manheim Auctions          | 1.136                   |
| Intercontinental Exchange | 994                     |
| VMware                    | 960                     |
| Inspire Brands            | 931                     |
| Cox Communications        | 908                     |
| Cox Enterprises           | 828                     |